# Proterospastis platyphallos
Proterospastis platyphallos är en fjärilsart som beskrevs av László Anthony Gozmány. Proterospastis platyphallos ingår i släktet Proterospastis och familjen äkta malar. Inga underarter finns listade i Catalogue of Life.